# Segelfluggelände Alte Ems bei Herbrum

i7
i11
i13
Das Segelfluggelände Alte Ems bei Herbrum liegt im Ortsteil Herbrum der Stadt Papenburg im Landkreis Emsland in Niedersachsen, etwa 8 km südwestlich des Zentrums von Papenburg.

## Flugbetrieb
Das Segelfluggelände ist mit einer 800 m langen und 30 m breiten Start- und Landebahn aus Gras (Richtung 10/28) ausgestattet. Es besitzt eine Betriebszulassung für Segelflugzeuge, Motorsegler, und Flugzeuge bis 2000 kg maximales Abfluggewicht, soweit sie bestimmungsgemäß zum Schleppen von Segelflugzeugen oder Motorseglern Verwendung finden. Als Startarten sind Eigenstart, Flugzeugschleppstart, Windenstart und Gummiseilstart zugelassen. Das Segelfluggelände dient der Nutzung durch den Betreiber des Segelfluggeländes. Andere Flüge bedürfen der vorherigen Genehmigung des Betreibers (PPR). Der Halter und Betreiber des Segelfluggeländes ist der Segelflugverein Aschendorf-Herbrum e. V.